# Deerhound

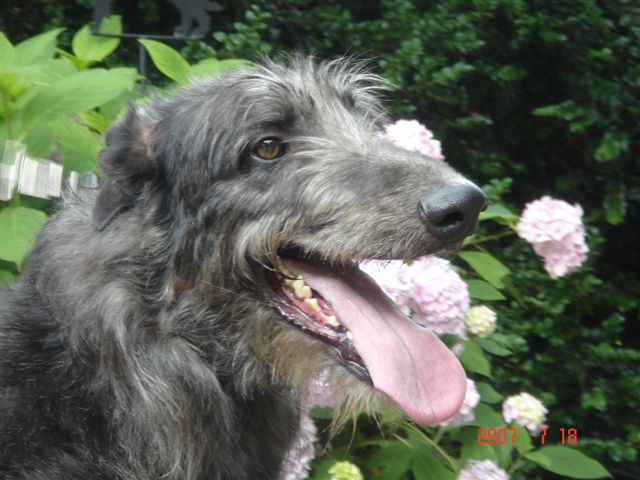
Deerhound

Deerhound o llebrer escocès és un gos llebrer gris, llargarut i despentinat d'origen escocès. El nom fa referència a la utilització d'aquest gos durant molts anys en la caça del cérvol, Hound en anglès significa gos de caça o gos i «deer» significa cérvol. És un gos de caça tradicional pertanyent a les Terres altes d'Escòcia, que apareix també en els retrats antics, dormint als peus de grans senyors. Quan es va posar de moda caçar cérvols amb escopeta, aquesta raça va estar a punt de desaparèixer, però l'entusiasme dels seus criadors ha aconseguit que aquest aristòcrata caní sobrevisqui fins als nostres dies.

## Descripció
El Deerhound és un gos simètric i de bon os. És de cos llarg, pit profund i tòrax ampli. Les seves extremitats són fortes, llargues i musculoses. Té un cap llarg amb unes orelles inserides altes i uns ulls foscos. La seva cua és llarga i lleugerament corbada. El pèl és gruixut, aspre, irregular i sol ser de color gris blau, gris fosc o gris clar.
- Alçada a la creu: de 71 a 76 cm.[3]
- Pes: 45,5 kg en els mascles i 36,5 kg en les femelles.[3]
- Capa: gris blau, gris fosc o clar; diversos tons de comú
- Mitjana de vida: de dotze a catorze anys
- Caràcter: flegmàtic, afectuós, agradable i obedient
- Relació amb els nens: molt bona
- Relació amb altres gossos: molt bona
- Aptituds: essencialment, gos de companyia
- Necessitats de l'espai: necessita espai i llibertat
- Alimentació del Deerhound: de 600 a 700 g. diaris d'aliment complet sec
- Arranjament: no necessita
- Cost manteniment: elevat
- Esperança de vida: 10,5-12,7 anys.[4]

## Classificació
- Classificació general: Races de gossos gegants
- Classificació segons la AKC: Grup 2: Gossos de rastreig i sabuesos
- Classificació segons la FCI: Grup 10: Llebrers> Llebrers de pèl dur

## Origen
El Deerhound, igual que el llebrer irlandès, és una de les races britàniques més antigues que es coneixen, els seus ancestres eren uns gossos gegants de pèl dur i aspre que van acompanyar els celtes cap a Escòcia i Irlanda entre els segles V i II aC. Durant l'edat mitjana, els Deerhound van ser uns animals molt preuats utilitzats en la caça del conill, el porc senglar, el cérvol i el llop. Van estar molt buscats per tot Europa fins al segle xviii, període en què la caça major va començar a escassejar a les Highlands (Terres altes d'Escòcia). La raça va aconseguir sobreviure gràcies a Duncan McNeil, que el 1820 va començar una criança molt rigorosa que gràcies al seu fill va durar més de cinquanta anys.
Antigament es creia que el Deerhound descendia d'antics gossos gaèlics, i per tant estava estretament relacionat amb el llebrer irlandès,de fet va ser la principal raça fundacional a finals del segle XIX del llop irlandès modern.

## Comportament
Malgrat el seu passat caçador, el llebrer escocès s'ha convertit essencialment en un gos de companyia. És un gos molt tranquil, dolç, fidel, discret, obedient i tímid. És afectuós i juganer amb els seus amos i molt delicat amb els nens. Es porta bé amb altres gossos i amb altres mascotes que habitin a la llar.

## Cures específiques i Salut
A causa de la seva gran grandària, el Deerhound necessita molt espai. Encara que pot adaptar-se a viure en un interior, l'ideal seria que pogués campar al seu aire per un jardí. No suporta la calor, així que seria convenient que tingués un lloc on refugiar-se en cas d'altes temperatures.És un gos que creix amb rapidesa, de manera que oferir durant el primer any una alimentació adequada i unes sessions d'exercici regulades és molt important.També és convenient que el llebrer escocès tingui un matalàs espès on dormir perquè no li surtin higromes (durícies als colzes).
Durant el creixement existeix cert risc que el Deerhound pateixi complicacions en el desenvolupament dels ossos. Un altre dels greus problemes que pot patir és el de la torsió d'estómac.
Una enquesta realitzada per la British Small Animal Veterinary Association dels membres reconeguts al Kennel Club va trobar que la causa de mort més comuna va ser la relacionada amb el cor, representant gairebé una quarta part de totes les morts. La segona més comuna va ser el càncer, representant el 18% de les morts.
Els estudis de laboratori han establert intervals de referència per a l'hematologia i els perfils bioquímics sèrics en els gossos de caça, alguns dels quals són compartits per tots els gossos de caça, i altres exclusius d'aquesta raça. La miocardiopatia dilatada està força representada en aquesta raça.